# Peter Emil Becker
Pour les articles homonymes, voir Becker.
Peter Emil Becker, né à Hambourg le 23 novembre 1908 et mort à  Göttingen le 7 octobre 2000 est un neurologue, psychiatre et généticien allemand. Il a décrit et laissé son nom à plusieurs affections musculaires, parmi lesquelles la dystrophie musculaire qui porte son nom (type Becker-Kiener) qu'il découvrit dans les années d'après-guerre et publia en 1957 et la variété récessive de myotonie congénitale.

## Résumé biographique
Il fait ses études de médecine à Marbourg, Berlin, Munich, Vienne et Hambourg et obtient son diplôme en 1933. Il se spécialise ensuite en neurologie et psychiatrie, puis  travaille de 1936 à 1938 à Berlin comme assistant de Fritz Lenz, à l'Institut Kaiser-Wilhelm d'anthropologie, d'hérédité humaine et d'eugénisme. Il se consacre ensuite à l'étude des dystrophies musculaires au département de génétique de la Clinique neurologique  universitaire de Fribourg-en-Brisgau.
En 1934, Becker devient membre des SA comme Oberscharführer, et en 1940 il adhère au Parti nazi. En 1942, il est recruté comme médecin de l'Armée de l'Air allemande. De 1943 jusqu'à la fin de la guerre en 1945, il réintègre la clinique neurologique universitaire de Fribourg-en-Brisgau comme professeur. De 1945 à 1956, il exerce la neurologie en pratique libérale à Tuttlingen et enseigne à l'université de Fribourg-en-Brisgau. En 1951, il est nommé professeur extraordinaire. En 1957, sa réputation le fait nommer en tant que professeur extraordinaire de la chaire de génétique humaine à l'université de Göttingen où un Institut est créé en 1962. Becker dirige cet Institut jusqu'à sa retraite en 1975. Il est le successeur de Fritz Lenz, avec qui il avait déjà collaboré à Berlin.
Becker fut cofondateur et coéditeur de la revue Humangenetik (génétique humaine) (1964) (renommée Human Genetics en 1976) et participa activement au développement de la Société allemande de génétique humaine dont il fut président en 1970 et 1971. En 1988, il est fait docteur honoris causa de l'Université d'Ulm. On a donné son nom à un prix pour la recherche en neurologie pédiatrique attribué chaque année à Göttingen depuis 1998, le prix d'excellence Peter-Emil-Becker.

## Ses écrits
- Neue Ergebnisse der Genetik der Muskeldystrophien. 1957. in: Acta genetica et statistica medica. Basel 7.1957, 303. (ISSN 0365-2785)
- Humangenetik. Ein kurzes Handbuch in 5 Bänden. Hrsg. Thieme, Stuttgart 1964-1972.
- (de) Peter Becker, Zur Geschichte der Rassenhygiene. Wege ins Dritte Reich., Stuttgart New York, G. Thieme, 1988, 403 p. (ISBN 3-13-716901-1)
- (de) Peter Becker, Sozialdarwinismus, Rassismus, Antisemitismus und völkischer Gedanke, Stuttgart New York, G. Thieme, 1990, 644 p. (ISBN 3-13-736901-0 et 978-3137369011)